# Lisa Schettner
Elisabeth Schettner, známá jako Lisa Schettner nebo Liz Schettner, je francouzská a česká zpěvačka, skladatelka, producentka, hudebnice a režisérka hudebních videí. Získala si popularitu zveřejňováním svých vlastních písní a cover verzí.
Prostřednictvím svých uměleckých textů se Lisa často vyjadřuje k aktuálním tématům, a představuje se jako ekoložka a ochránkyně lidských práv.  Mezi takovéto její skladby patří „Wild“, „Hands Off Ukraine“, „Bayraktar [Mashup Edition]“ a „Out of Touch“. Většina jejích dalších písní jsou romantické, lidové, středověké, keltské balady.
Lízina píseň „Bayraktar [Mashup Edition]“, napsaná ve spolupráci s ukrajinským plukovníkem Tarasem Borovokem, hovoří o invazi na Ukrajinu v únoru 2022. Po svém vydání 7. dubna 2022 se tato skladba stala hitem. Významné noviny, jako je The Telegraph a La Dépêche, převzali příběh, a píseň byla také sdílena na oficiální stránce telegramu ukrajinského parlamentu. Dostala se do ukrajinské hitparády, a je pravidelně hrána v tamějším radiu. O písni „Bayraktar [Mashup Edition]“ mluví autoři Tjaša Moharová a Victor Kennedy v jejich knize Words, Music and Propaganda, vydané v roce 2023. Tatáž skladba Lisy Schettnerové je námětem článku Not your ordinary drone: odes to the Bayraktar in the Russia–Ukraine war, který v roce 2024 publikovalo nakladatelství Cambridge University Press.
V létě 2016 vydala Líza své úvodní cédéčko Up High, a později svůj první stejnojmenný singl. Její písně „Up High“ a „Great Expectations“ byly vybrány mezi dvacet nejlepších irských a keltských skladeb, v každoročním Top 20 amerického podcastu Irish & Celtic Music Podcast. „Up High“ byla oceněna také čestným uznáním v ročníku 2017 soutěže Texas Scot Talent. Lízina skladba „Baby Beauty (Baby Shower Song)“ získala mezinárodní popularitu po svém úspěchu na TikToku ,  a nastávající rodiče na celém světě ji hrají při oslavách narození dítěte.
Gruzínská spisovatelka Tamuna Tsertsvadze se zmiňuje o Lisině hudbě v několika svých románech. V její knize Gift of the Fox se jedna z hlavních postav jmenuje Liz Schettner, na počest zpěvačky. K prvnímu dílu Tamuniny knižní série Zariel Legends: Zodiac Circle  složila Liza Schettnerová soundtrack; je to balada nazvaná „Edmund's Lullaby“.

## Raný život a kariéra
Lisa Schettner se narodila v jižní Francii, ve městě Bayonne. Kvůli profesi svých rodičů neustále měnila země pobytu, a do školy chodila v různých částech světa. Všude kde žila, se místní kultura stala jejím hlavním zájmem, což jí pomáhalo rozvíjet hudební citlivost. Velmi brzo se naučila hrát na klavír a kytaru. Vlastní hudbu a texty začala skládat ve 12 letech. Její znalost klavíru a vokální techniky se rozšířila pod soukromým vedením anglických umělců Hilary Carringtonové a Simona Carringtona, zakladatele a člena vokálního souboru The King's Singers, který získal cenu Grammy.
Líziny první písně byly nahrávány a produkovány ve Vancouveru, ve studiu Eda Sadlera. Poté nahrávala svou hudbu v domácím studiu v jižní Francii, a spolupracovala s několika zvukovými inženýry, jako jsou Jim Kwan, a Thomas Juth držitel ceny Latin Grammy.
Taneční dovednosti Lisy Schettnerové byly nejprve orientované na balet, lyrický a jazzový styl. Hip-hop se naučila pod vedením Teyi Wildové, finalistky soutěže So You Think You Can Dance Canada (sezóna 4). Během studií na Francouzském gymnasiu ve Vídni, chodila Lisa na lekce společenského tance do světově proslulé taneční školy „Elmayer“.
Elisabeth absolvovala profesionální výcvik v oboru dramatického umění, a to v irské The Lir Academy a v anglické Rose Bruford College. Své herecké znalosti zdokonalila ve studiu Tarlington Training; mezi jejími profesory byli filmový herec Cameron Bancroft a zakladatelka studia Carole Tarlingtonová, jejíž jméno nyní figuruje v BC Entertainment Hall of Fame.
V roce 2017 Lisa úspěšně složila přijímací zkoušky na Berklee College of Music, Boston, USA.

## Diskografie

### EP
- 2016: Up High

### Singly
- 2016: „Up High“
- 2016: „Strike You Out“[29]
- 2016: „Inside The Dew (Acoustic Version)“
- 2017: „Inside The Dew“
- 2017: „SPY“
- 2017: „Wild“ • s Edem Sadlerem[30]
- 2018: „All Good People“
- 2018: „Best Mistake“ • s Andreasem Baltesem (hráč na foukací harmoniku)
- 2018: „Winter Holidays“
- 2019: „Edmund's Lullaby“
- 2019: „Baby Beauty (Baby Shower Song)“
- 2020: „Great Expectations“
- 2020: „Wild Night“ • s Tylerem Brookerem
- 2020: „Don't Need“
- 2021: „Strawberry Garden“
- 2021: „Cinnamon“
- 2021: „Thunderheart“
- 2021: „Cinnamon (but London is depressing)“
- 2021: „Scarlet Letter“
- 2021: „Baby, There's Covid Outside“ • s Tylerem Brookerem[31]
- 2022: „Frostbite“ • s TakeHeartem
- 2022: „Burn, Butcher, Burn“ • repríza písně z televizního seriálu Zaklínač
- 2022: „Hands Off Ukraine“ • s D-Tocem
- 2022: „BAYRAKTAR (Mashup Edition)“ • s Tarasem Borovokem[32][33]
- 2022: „BAYRAKTAR (French Mashup Edition)“ • s Tarasem Borovokem
- 2023: „Out Of Touch“ • s Tarasem Borovokem
- 2023: „Christmas Mouse“

## Další poznámky
Lisa Schettner je členkou programu Shubb Artist Program, The Shubb Family of Artists. Při hře na kytaru používá výhradně Shubb capos.
Alain de Botton, britský filozof a autor, o hudbě Lisy Schettnerové řekl: „Jaký talent a přirozené nadání máte! Jsem tím hluboce dojatý – a obzvláště se mi líbí vaše skladba Strike You Out.“